# ІYІ
Ипсилон с две хасти (ıYı) е древен символ, използван в тюркски, вкл. хазарски и прабългарски археологически паметници. Смята се, че е изписан с прабългарски руни.
Основните предположения за значението му са:
- че представлява свещеното за прабългарите число (7)[1];
- че знакът олицетворява предполагаемия върховен бог на прабългарите Тангра.[2];
- че се е използвал като герб на владетелската династия Дуло[3].
- че символът се е използвал за кратко след покръстването наравно с християнския кръст[4];

## Съвременна употреба
Заедно с други древни знаци от българската история (като например вече излезлите от употреба кирилически букви ѣ (е-двойно) и ѫ (голям юс; голяма носовка), днес ıYı се среща използван в различни рекламни съобщения и емблеми.
Символът ıYı днес се използва (заедно с Розетата от Плиска и с буквата Азъ () от глаголицата) от някои националистически партии и движения в България.

## Сходни знаци
Сходен с прабългарския ипсилон с две хасти е знакът на племето кайъ, от което води началото си Османската империя: IVI.
Партия на доброто, (на турски: İYİ Parti) използва същите символи.